# Antonio Pappalardo
Antonio Pappalardo (Palermo, 25 de junio de 1946) es un político y ex carabinero italiano.
Alcanzó el rango de general de brigada de los Carabineros para luego ser puesto en licencia en 2006, y ocupó el cargo de Presidente del Consejo Central de Representación Militar (COCER) del cuerpo entre 1991 y 1998 y de nuevo entre 1999 y 2001.
También fue diputado de la XI legislatura (1992-1994) y, durante unos días, subsecretario de Estado para las Finanzas del gobierno de Ciampi. Actualmente es presidente de los movimientos cívicos nacionales Granada y Dignidad Social, del Comité de Sabios del Movimiento de Liberación Italia y del Movimiento de los Chalecos Naranjas.
Antonio Pappalardo también es conocido en el campo artístico como escritor y compositor.

## Biografía
Es hijo de una ama de casa y un brigadier de los Carabineros que, siendo comandante de estación durante la guerra, fue hecho prisionero e internado en un campo de concentración alemán . Obtuvo su diploma de estudios secundarios (Maturità) en ciencias en el liceo Cannizzaro de Palermo.

## Carrera militar
Después de asistir a la Academia Militar de Módena y la Escuela Oficial de Carabineros en Roma, fue nombrado teniente del cuerpo. Destinado como primer comando en Calabria, donde obtuvo el ascenso a capitán, continuó su servicio en Pordenone, operando en 1976 en la asistencia a las poblaciones afectadas por el terremoto de Friul. Después de graduarse en derecho en la Universidad de Padua y de asistir al máster en estudios europeos en el Instituto Alcide De Gasperi en Roma, fue llamado al Comando General del Arma de Carabineros.
En 1981, Pappalardo, entonces teniente coronel, fue elegido miembro del Consejo Central de Representación Militar (COCER) del Arma de Carabineros para después ocupar la presidencia entre 1988 y 1991. En 1999 fue reelegido dentro del órgano, cuyas competencias conciernen la formulación de opiniones, propuestas y solicitudes con respecto a la condición económica, de seguridad social, de salud, cultural y moral de los militares. El mandato finalizó en 2001.
Después de ser jefe de gabinete de la región de Carabineros de Abruzos y Molise, en 1996 Pappalardo fue nombrado vicecomandante de la región de Umbría.
De 1998 a 2001 estuvo al mando del 2.º Regimiento de Carabineros de Roma. En abril de 2000, Pappalardo fue ascendido a general de brigada. En el período 2004-05 ejerció el cargo de jefe del Estado Mayor de la División de Unidades Especiales de Carabineros estacionada en Roma.
En 2006 dejó el servicio activo y fue puesto en licencia.
A lo largo de su trayectoria en el Arma de Carabineros, Pappalardo escribió varios ensayos profesionales sobre diversos temas: el secreto de estado y su protección, la bomba N, el crimen militar, su experiencia dentro del COCER, la historia de los Carabineros, la clasificación de las armas y la historia y el cuerpo de los Carabineros también en Sicilia.

### Después de la licencia
En 2007 fundó y ocupó la presidencia del SUPU (Sindicato Unitario de Pensionistas Uniformados). Una de sus primeras propuestas fue el establecimiento de un comité de lucha permanente para la estabilización del personal militar precario.
El 3 de octubre de 2018, la entonces ministra de Defensa, Elisabetta Trenta, lo suspendió durante 12 meses del rango de general de los Carabineros, ya que durante las iniciativas públicas, Pappalardo se habría valido de la cualificación sin especificar que estaba de licencia.

## Carrera política

### Cargos parlamentarios (1992-1994)
En abril de 1992, Pappalardo fue elegido miembro de la Cámara de Diputados como independiente en las listas del PSDI, en la circunscripción de Roma; fue nombrado vicepresidente de la Comisión de Defensa y formó parte de la Comisión de Finanzas.
En marzo de 1993 formó el movimiento político Solidaridad Democrática con el que se postuló para alcalde del municipio de Pomezia; obtuvo el 13% de los votos, lo que le bastó para ser elegido concejal.
El 6 de mayo del mismo año fue nombrado Subsecretario de Estado de Finanzas del Gobierno de Ciampi, cargo que fue revocado el 24 de mayo del mismo año. Tras la disposición del Consejo de Ministros, volvió a ser diputado y formó parte de la Comisión Parlamentaria sobre Terrorismo y Masacres.
En septiembre de 1993, Pappalardo dejó el grupo parlamentario socialdemócrata en Montecitorio para unirse al grupo mixto. Después de participar dos meses después en las elecciones municipales de Roma como cabeza de lista de Solidaridad Democrática (una lista que se contraponía al candidato Rutelli), obteniendo el 0,55% de los votos, se unió al Pacto de Mario Segni en diciembre del mismo año, donde permaneció como diputado hasta febrero de 1994, cuando renunció porque no era candidato dentro de la misma coalición.
Después de su mandato parlamentario con las elecciones del 27 y 28 de marzo de 1994, se postuló para las elecciones europeas de 1994 como independiente en la lista de la Alianza Nacional, pero no fue elegido.

### Candidatos al Senado, Sicilia y Palermo (2001-2011)
En 2001, después de haber fundado el movimiento Populares Europeos, situado a la derecha de la Casa de las Libertades, y haber sido nombrado secretario de la Asociación Cultural Nuova Perspectiva, Pappalardo se presentó primero al Senado en la circunscripción de Tarento con la Liga de Acción Meridional, y después a las elecciones regionales sicilianas, en la circunscripción de Catania, en la lista Biancofiore, promovida por Salvatore Cuffaro. En ninguno de los dos comicios fue elegido.
Tras estar en 2007 en la Dirección Nacional del Partido Socialista Democrático Italiano, liderado por Franco Nicolazzi, en 2008 Pappalardo se presentó nuevamente a las elecciones al Senado como independiente en las listas de Movimiento por las Autonomías en los Abruzos, Puglia y Sicilia, sin ser elegido.  Posteriormente, se distanció del movimiento. En julio del mismo año se incorporó a la junta directiva de la empresa Stretto di Messina S.p.A.
El 30 de octubre de 2011, Pappalardo anunció su candidatura a la alcaldía de Palermo en la lista Granada Mediterránea; sin embargo, la lista fue excluida por la comisión electoral municipal ya que la documentación se presentó después de la fecha límite.

### El Movimiento Liberación Italia y los chalecos naranjas (2016-2019)
Desde 2016, Pappalardo ha presidido el comité de los 12 sabios fundadores del movimiento político Movimiento Liberación Italia. En 2019 ayudó a fundar los Chalecos Naranjas, un segundo movimiento político, con el que se postuló para elecciones regionales en Umbría. La lista recibió 587 votos (el 0,13%) y por lo tanto no obtuvo ninguna representación.

## Actividades artísticas
Pappalardo es autor de un libro de ficción titulado Il re della timpa del forno, publicado en 1990 y dedicado a sus experiencias de vida en el sur de Italia. También se ha dedicado a la pintura y ha escrito una compilación de poemas titulada E se morti non viviamo.
Antonio Pappalardo también es conocido por su actividad como compositor. En particular, escribió la Missa Militum, una misa cantada dedicada a las fuerzas de paz en el mundo que fue ejecutada por primera vez en Foligno en 1997 por Giorgio Albertazzi (orador) y Franco Simone (voz solista)
En 2010 publicó la novela Utopía dell'Ummità. Antonio Pappalardo afirma que el contenido de la novela es de origen alienígena, al serle entregado el manuscrito por un extraterrestre del planeta Ummo, a quien conoció diez años antes.
En 2003, el complejo del Teatro de la Ópera de Roma estrenó el oratorio para coro y orquesta Vita Nova, compuesto por Pappalardo para rendir homenaje a la Madre Teresa de Calcuta, y con la dirección de Gianluigi Gelmetti.
Junto con Corrado Calabrò, entonces presidente de la Autoridad para las Garantías en las Comunicaciones, presentó en 2005 la obra para coro y orquesta titulada Il vento di Mykonos. Al año siguiente se presentó Bhailpevaco, una ópera rock sobre el diálogo interreligioso en el Teatro Coliseo de Roma. En 2007, Dossier Tg2 transmitió una composición sacra por los quinientos años de la Basílica de San Pedro.

## Controversias

### Controversia con el comandante Viesti (1992-1997)
En enero de 1992, Pappalardo recibió una notificación por el delito de difamación contra el entonces comandante general de los Carabineros Antonio Viesti. Según Pappalardo, la imputación se produjo tras su declaración al GR1 en la que afirmóque «el comandante general del Arma ya no puede ser elegido por las partes».
El 11 de mayo de 1993, el tribunal militar de Roma condenó a Pappalardo a ocho meses de prisión por difamación contra Viesti, aunque el 19 de octubre de 1994 el tribunal militar de apelación de la capital redujo la sentencia a 3 meses el 19 de octubre de 1994 y el 2 de diciembre del mismo año la desestimó sin remisión por parte del Tribunal de Casación la desestimó al considerar que «el hecho no constituye un delito».

### Posturas sobre cambios políticos e institucionales (1999-2001)
Entre 1999 y 2000, como presidente de COCER, Pappalardo expresó posturas sobre la amenaza de disturbios entre los Carabineros por protestar contra los aumentos salariales que consideraban irrisorios. Al mismo tiempo, se mostraron algunas llamadas telefónicas de los políticos en el tablón de anuncios de los cuarteles y se envió un documento, firmado por Pappalardo a todas las estructuras representativas del Arma, en el que se esperaban cambios políticos e institucionales.
El 21 de marzo de 2000, la prensa tomó posesión de la nota informativa n.º 20 del COCER que informó de la transcripción de una llamada telefónica que tuvo lugar el 9 de febrero entre el presidente del sindicato Antonio Pappalardo y el entonces primer ministro Massimo D'Alema sobre la ley sobre la reorganización de las fuerzas policiales, cuya votación estaba prevista en la Cámara el 23 de febrero. Según la nota, Pappalardo supuestamente le dijo a D'Alema que «Alguien quiere meter en problemas al Arma de Carabineros [...] Si se quiere una sola fuerza policial, que tengan la valentía de hacerlo. Obviamente, esto conducirá a la aniquilación del Arma». Seis días después, se reveló el informe sobre el estado de ánimo y el bienestar de los ciudadanos, firmado por el propio Pappalardo, en el que se invitaba al Arma a fundar un nuevo estado. El documento fue considerado subversivo e inadmisible por todas las partes y se abrieron dos investigaciones, una del poder judicial ordinario y otra del poder judicial militar, que finalizaron en 2001 con la absolución de Pappalardo de las acusaciones de haber violado el código militar y de haber instigado a los carabineros a quebrantar las leyes.

### Juicio por difamación del jefe de Estado (2017-2019)
En 2019, Pappalardo fue procesado por el tribunal de Roma por cargos de difamación del Presidente de la República. En particular, el 21 de diciembre de 2017, en calidad de presidente del Movimiento Liberación Italia, Pappalardo se dirigió al Quirinal para entregar un acta de detención contra Mattarella, a quien consideraba un usurpador político porque, en su opinión, la sentencia del Tribunal Constitucional sobre la ley electoral Porcellum haría ilegítimo al Parlamento y su elección como jefe de Estado. Pappalardo también sería acusado de instigar una detención ilegal por haber publicado videos en las redes sociales y por haber declarado en una entrevista del 22 de octubre de 2017 que los agentes de la ley deberían haber arrestado a los miembros del Gobierno y del Parlamento.

### Denuncia por incumplimiento de las normas anti Covid19 (2020-)
El 31 de mayo de 2020, el movimiento de los Chalecos Naranjas se reunió en la Piazza del Duomo de Milán, sin respetar, según la acusación, las normas de distanciamiento social para la contención de la pandemia de COVID19. Pappalardo, por lo tanto, fue denunciado por la autoridad judicial por infringir las disposiciones para contener el contagio: la prohibición de reunión y la obligación de usar protección individual.

## Premios y condecoraciones
- Caballero de la Orden al Mérito de la República Italiana, «a propuesta de la Presidencia del Consejo de Ministros» ( Italia, 2 de junio de 1993[34]).
- Medalla al Mérito Militar por Largo Mando (20 años) ( Italia).
- Cruz de Oro por Antigüedad (oficiales y suboficiales, 25 años) ( Italia).
- Medalla conmemorativa por las operaciones de rescate en Friul (1976)